# Эль-Гуна
Эль-Гу́на (араб. الجونة‎) — туристический курорт на побережье Красного моря, расположенный в 22 км к северу от международного аэропорта Хургада; часть египетской ривьеры.

## О курорте
Курорт расположен между водами Красного моря и горным хребтом Этбай. Эль-Гуна управляется компанией Orascom Development]], владельцем которой является египетский миллиардер Сами Савирис (Samih Sawiris). Все отели и постройки курорта Эль-Гуна находятся на небольших островках, соединенных между собой мостами и каналами, по которым курсируют лодки. На территории курорта есть пляжи, отели и площадки для гольфа. В число возможных развлечений входит яхтинг, рыбалка, виндсёрфинг, кайтсёрфинг, водные лыжи и дайвинг.

### История
Город был заложен в 1990 году.

### Архитектура
Над архитектурой которыми работали такие архитекторы, как:
- Американец Майкл Грэйвс — обладатель многих международных наград в области архитектуры, разработал дизайн отелей Sheraton Miramar Resort и Steigenberger Golf Resort, а также районов Golf Apartments и Golf Villas
- Итальянский архитектор Алфредо Фреда (Alfredo Freda) — спроектировал район в Тосканском стиле — Hill Villas, а также район Эль-Гуны — Abu Tig Marina[3]
- Шахаб А. Мазар (Shehab A. Mazhar) — египетский архитектор, спроектировал White Villas
- Виллы в нубийском стиле Nubian Villas стали творением египетских архитекторов Рэми Эль-Дахан (Rami el Dahan) и Ахмада Хамди (Ahmad Hamdy)
- Гольф-клуб спроектировали Жен Бейтс (Gene Bates) и Фред Каплс (англ. Fred Couples)
- Автором проекта Ancient Sands Golf Resort является американский архитектор Карл Литтен (Karl Litten). Проект будет завершен в конце 2012 года

### Общественно значимые объекты
- небольшой аэропорт на территории города принимающий самолёты, выполняющие как местные, так и международные рейсы
- транспортная система автобусных и лодочных маршрутов, таксомоторов-мотоколясок («тук-тук») и такси
- медицинская клиника
- Гольф-клуб (18 лунок)
- 4 песчаных пляжа на берегу Красного моря: Mangroovy, Marina, Buzzha, Zeytouna
- 3 морских острова в непосредственной близости от Эль-Гуны: Mahmeya, Tawila, Gobal
- 10 дайвинг-центров
- 5 центров кайтсерфинга
- теннисная школа
- конюшня, картинг, яхтинг и пейнтбол
- христианская церковь и мечеть
- почта (Район Tamr Henna)
- аквариум
- небольшой исторический музей, в котором собраны копии известных египетских экспонатов
- Art Village (район Tamr Henna) — лавки художников, гончаров, ткачей, фотографов
- архитектурное сооружение «Дыхание пустыни»

На острове в Красном море, расположенном на территории Эль-Гуны, в конце ноября 2004 года прошли матчи первого официального чемпионата мира по пляжному гандболу. Попасть на остров и участники чемпионата, и зрители могли только водными видами транспорта. Турнир мужских сборных выиграли хозяева — сборная Египта, а женских — сборная России.

### Лагуны и каналы

El Gouna Villa
Abu Tig Marina
Abu Tig Marina
Abydos Marina
White Villas
TTC Ocean View
Post card

## Климат
Зимой средняя температура составляет от 17 до 23 °C, а летом здесь сухая погода с температурой от 27 до 37 °C.
Осадков никогда не бывает летом, и практически не бывает зимой (в год выпадает 5 мм осадков). Погода всегда ясная в летние месяцы, и преимущественно ясная в зимние месяцы.
| Показатель                                        | Янв. | Фев. | Март | Апр. | Май  | Июнь | Июль | Авг. | Сен. | Окт. | Нояб. | Дек. | Год  |
| ------------------------------------------------- | ---- | ---- | ---- | ---- | ---- | ---- | ---- | ---- | ---- | ---- | ----- | ---- | ---- |
| Средний суточный максимум, °C                     | 21,5 | 22,6 | 25,2 | 29,1 | 32,9 | 35,3 | 36,2 | 37,1 | 35,3 | 31,1 | 26,8  | 22,7 | 30,5 |
| Средняя температура, °C                           | 16,3 | 17,0 | 19,6 | 23,5 | 26,9 | 30,1 | 31,3 | 31,2 | 29,3 | 26,0 | 21,7  | 17,6 | 24,3 |
| Средний суточный минимум, °C                      | 11,0 | 11,4 | 14,0 | 17,8 | 21,9 | 24,8 | 26,4 | 27,2 | 24,2 | 20,9 | 16,6  | 12,5 | 19,0 |
| Норма осадков, мм                                 | 0    | 0    | 0    | 1    | 0    | 0    | 0    | 0    | 0    | 1    | 2     | 1    | 5    |
| Источник: Всемирная метеорологическая организация |      |      |      |      |      |      |      |      |      |      |       |      |      |

## СМИ
- Журнал El Gouna Magazine[5]
- Телеканал El Gouna TV[6]
- Радиостанция El Gouna Radio 100 FM[7]